# Yoldiella thaerella
Yoldiella thaerella is een tweekleppigensoort uit de familie van de Yoldiidae. De wetenschappelijke naam van de soort is voor het eerst geldig gepubliceerd in 2009 door Killeen & Turner.